# Hericiaceae
Hericiaceae is een botanische naam, voor een familie van schimmels. Volgens de Index Fungorum bestaat de familie uit de volgende vijf geslachten: Dentipellicula, Dentipellis, Dentipratulum, Hericium en Laxitextum.